# Upplands runinskrifter 28
Upplands runinskrifter 28 är ett vikingatida runstensfragment av sandsten i Hilleshögs kyrka, Hilleshögs socken och Ekerö kommun. Eventuellt utgör fragmentet en bit av U 24. Runstensfragmentet är 0,30 gånger 0,28 meter stort. Runhöjden är 5 centimeter. Fragmentet finns i Hilleshögs kyrkas vapenhus.

## Inskriften
Translitterering av runraden:
...smn... ...s...
Normalisering till runsvenska:
... ...